# Ropa
Ropa je naselje u Republici Hrvatskoj, u sastavu Općine Mljet, Dubrovačko-neretvanska županija. 
U mjestu se nalazi crkva izgrađena 1925. godine.

## Stanovništvo
Prema popisu stanovništva iz 2001. godine, naselje je imalo 32 stanovnika te 11 obiteljskih kućanstava.
| broj stanovnika |       |       | 43    | 10    | 29    | 32    |       |       | 62    | 60    | 40    | 29    | 25    | 19    | 32    | 37    | 23    |
|                 | 1857. | 1869. | 1880. | 1890. | 1900. | 1910. | 1921. | 1931. | 1948. | 1953. | 1961. | 1971. | 1981. | 1991. | 2001. | 2011. | 2021. |

## Galerija
- Crkva svetog Antuna
- Unutrašnjost crkve
- Tepih u crkvi